# アンドリュー・スティーヴンソン

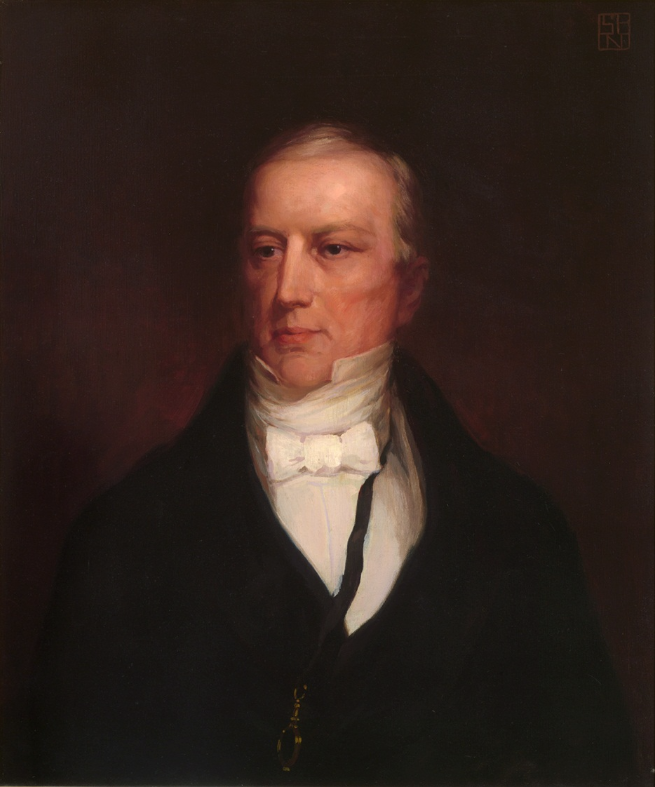
アンドリュー・スティーヴンソン

アンドリュー・スティーヴンソン（Andrew Stevenson, 1784年1月21日 - 1857年1月25日）は、アメリカ合衆国の政治家。民主共和党に所属し、1827年から1833年までアメリカ合衆国下院議長を務めた。

## 生い立ちと初期の経歴
アンドリュー・スティーヴンソンは1784年1月21日にバージニア州カルペパー郡において生まれた。スティーヴンソンはウィリアム・アンド・メアリー大学で古典を学んだ。スティーヴンソンは法律を学び、弁護士として認可を受けた。スティーヴンソンはリッチモンドで弁護士業を開業した。

## 政治活動
スティーヴンソンは1809年から1816年まで、および1818年から1821年までバージニア州下院議員を務めた。1812年から1815年までは州下院議長も務めた。スティーヴンソンは1814年と1816年に連邦下院議員を目指したが、敗北した。
1821年1月、スティーヴンソンは民主共和党からアメリカ合衆国下院議員に選出された。スティーヴンソンは1821年3月から1834年6月に辞任するまでアメリカ合衆国下院議員を務めた。1827年12月から1833年3月まではアメリカ合衆国下院議長も務めた。
スティーヴンソンは1835年と1848年に民主党全国大会で議長を務めた。

## 外交職
スティーヴンソンは1834年5月に駐イギリス公使に指名されたが、上院に棄却された。スティーヴンソンは1836年3月に再び駐イギリス公使に指名され、上院の承認を受けた。スティーヴンソンは1836年7月から1841年10月に召還されるまで駐イギリス公使を務めた。

## 晩年
公使職を退任後、スティーヴンソンはバージニア州アルベマール郡のブレナムで農業に従事した。1845年、スティーヴンソンはバージニア大学客員評議会の委員に選出された。スティーヴンソンは1856年から1857年までバージニア大学の学長を務めた。
1857年1月25日、スティーヴンソンはバージニア州アルベマール郡のブレナムにある自宅で死去した。スティーヴンソンの遺体はシャーロッツビル近郊のエニスコシー墓地に埋葬された。